# Goera quadripunctata
Goera quadripunctata är en nattsländeart som beskrevs av Schmid 1959. Goera quadripunctata ingår i släktet Goera och familjen grusrörsnattsländor. Inga underarter finns listade i Catalogue of Life.